# Seznam nizozemskih matematikov
Seznam nizozemskih matematikov.

## A
- Adelbold II. (975 – 1026)
- Adriaen Anthonisz (1543 – 1620)

## B
- Isaac Beeckman (1588 – 1637)
- Evert Willem Beth (1908 – 1964)
- Frits Beukers (1953 – )
- Christoffel Jacob Bouwkamp (1915 – 2003)
- Lambertus Johannes Folkert Broer (1916 – 1991)
- Luitzen Egbertus Jan Brouwer (1881 – 1966)
- Nicolaas Govert de Bruijn (1918 – 2012)

## C
- Ludolph van Ceulen (1540 – 1610)

## D
- David van Dantzig (1900 – 1959)

## E
- Max Euwe (1901 – 1981)

## F
- Johannes Acronius Frisius (1520 – 1564)
- Regnier Gemma Frisius (1508 – 1555)

## H
- Tiberius Hemsterhuis (1685 – 1766)
- Hendrik van Heuraet (1633 – 1660)
- Arend Heyting (1898 – 1980)
- Maarten van den Hove (1605 – 1639)
- Johannes Hudde (1628 – 1704)
- Christiaan Huygens (1629 – 1695)

## K
- Egbert van Kampen (1908 – 1942)
- Diederik Johannes Korteweg (1848 – 1941)

## L
- Gerard Laman (1924 – 2009)
- Philippe van Lansberge (1561 – 1632)
- Jack Hendricus van Lint (1932 – 2004)

## M
- Adriaan Metius (1571 – 1635)

## N
- Bernard Nieuwentyt (1654 – 1718)

## P
- Alfred van der Poorten (1942 – 2010)

## S
- Frans van Schooten (1615 – 1660)
- Frederik Schuh (1875 – 1966)
- Willem de Sitter (1872 – 1934)
- Rudolph Snel van Royen (1546 – 1613)
- Willebrord Snell van Royen (1580 – 1626)
- Simon Stevin (1548 – 1620)
- Thomas Joannes Stieltjes (1856 – 1894)

## V
- Gustav de Vries (1866 – 1934)

## W
- Bartel Leendert van der Waerden (1903 – 1996)
- Pieter Wijdenes (1872 – 1972)
- Adriaan van Wijngaarden (1916 – 1987)
- Willem Abraham Wythoff (1865 – 1939)